# Forest-Saint-Julien
Forest-Saint-Julien ist eine französische Gemeinde im Département Hautes-Alpes in der Region Provence-Alpes-Côte d’Azur. Sie gehört zum Kanton Saint-Bonnet-en-Champsaur im Gap. Die Gemeinde grenzt im Norden an Saint-Julien-en-Champsaur und Buissard (Berührungspunkt), im Nordosten an Chabottes, im Osten an Ancelle, im Süden an La Rochette, im Südwesten an Gap und im Westen an Saint-Laurent-du-Cros. An der östlichen Gemeindegrenze verläuft das Flüsschen Ancelle und mündet hier in den Drac.

## Bevölkerungsentwicklung
| Jahr      | 1962 | 1968 | 1975 | 1982 | 1990 | 1999 | 2008 | 2012 | 2018 |
| --------- | ---- | ---- | ---- | ---- | ---- | ---- | ---- | ---- | ---- |
| Einwohner | 227  | 231  | 197  | 177  | 178  | 218  | 276  | 293  | 333  |